# Crookshanks brilvogel
Crookshanks brilvogel (Zosterops crookshanki) is een zangvogel uit de familie Zosteropidae (brilvogels). De vogel werd op 20 november 1928 door Hannibal Hamlin (1904-1982), de leider van de Whitney South Sea Expedition (1927-28) verzameld en in 1935 door (deelnemer aan genoemde expeditie) Ernst Mayr en Austin L. Rand geldig beschreven als ondersoort van de arfakbrilvogel (Z. fuscicapilla). De wetenschappelijke naam is een eerbetoon aan de kapitein van het expeditieschip, Robert Crookshank.

## Verspreiding en leefgebied
Deze soort is endemisch op het eiland Goodenough (D'Entrecasteaux-eilanden, in Papoea-Nieuw-Guinea).

## Status
De grootte van de populatie is niet gekwantificeerd maar de soort wordt omschreven als plaatselijk algemeen. Op de Rode lijst van de IUCN heeft deze soort de status niet bedreigd.